# Паркано
Па́ркано (фін. Parkano)  — місто в провінції Пірканмаа, Фінляндія. Населення 6975 осіб (2014), площа  – 852,16 км², 57,50 км²  – водяне дзеркало. Щільність населення  – 8,19 осіб/км².

## Географія
- Розташоване за 84 км на північ від Тампере в провінції Західна Фінляндія.